# Euglossa ioprosopa
Euglossa ioprosopa är en biart som beskrevs av Robert Louis Dressler 1982. Euglossa ioprosopa ingår i släktet Euglossa, tribus orkidébin, och familjen långtungebin. Inga underarter finns listade.

## Utseende
En medelstor art med en kroppslängd på omkring 11 mm hos hanen. Han har blåviolett munsköld med gröna sidor, färger som återkommer på hela huvudet och mellankroppen, saknar de elfenbensvita markeringar i ansiktet som så många andra orkidébin har, samt bakkropp med mörkgrön ovansida och ljusare grön undersida med gulaktiga skftningar. Tungan är lång och räcker till mitten av bakkroppen. Honans utseende är okänt.

## Ekologi
Som alla orkidébin attraheras hanarna av luktande ämnen, främst hos orkidéer, och är därför lätta att fånga med syntetiska dofter. Denna arts hanar attraheras främst av skatol och vanillin, och i mindre utsträckning av cineol, metylsalicylat och 2-fenyletylacetat. Detta förklarar att det ofta bara är hanarna som beskrivs.

## Utbredning
Arten är vanligt förekommande i norra Sydamerika söderut till Peru och södra Brasilien (delstaten São Paulo).